# Wolongia odontodes
Wolongia odontodes là một loài nhện trong họ Tetragnathidae.
Loài này thuộc chi Wolongia. Wolongia odontodes được miêu tả năm 2009 bởi Zhao, Yin & Peng.